# 坂井市龍翔博物館
坂井市龍翔博物館（さかいしりゅうしょうはくぶつかん）は、福井県坂井市三国町にある坂井市立の総合博物館。港町である三国の自然と歴史風土および文化遺産を紹介する施設として、1981年（昭和56年）11月1日に開館したみくに龍翔館が前身。外観は大阪の柳自知が1879年（明治12年）に設計したとされる龍翔小学校を模している。

## 歴史

### 龍翔小学校の歴史
1876年（明治9年）にはオランダ人土木技師のG・A・エッセル（だまし絵版画家であるマウリッツ・エッシャー の父）が坂井港（現・三国港）の改修調査のためにこの地を訪れ、同じくオランダ人のヨハネス・デ・レーケの下で三国港突堤（通称として「エッセル堤」）の工事に着手した。1876年の三国では修斎小学校・鶴鳴小学校・就将小学校を統合して新しい小学校を建設することとなり、1879年（明治12年）5月には木造5階建ての擬洋風建築である龍翔小学校が竣工した。龍翔小学校を設計したのがG・A・エッセルであると長年言われてきたが、近年になって龍翔小学校の建設関係者を記した棟札から、「規矩工師」、つまり設計と現場監督の最高責任者は、大阪の「柳自知」という人物であったことがわかった。
龍翔小学校の1階から3階までは吹き抜けとなっており、4階にはオランダから輸入したステンドグラスが明かり窓に取り入れられた。5階は望楼であり、高台にあるため四方を見渡すことができた。奇抜なデザインが評判となり、1878年（明治11年）に明治天皇が北陸巡幸を行った際には、政府高官の井上馨が建設工事の視察に訪れている。龍翔小学校は三国町のシンボル的存在であり、「こうもりがさ小学校」として町民に親しまれた。しかし、風雨にさらされたことで建物の傷みがひどく、1914年（大正3年）には取り壊された。

### みくに龍翔館
1973年（昭和48年）10月に文化遺産施設準備委員会を発足させた三国町は、文化遺産の保護を目的として郷土資料館を建設することとし、外観は龍翔小学校を忠実に復元することとした。1979年（昭和54年）12月11日に着工され、1981年（昭和56年）9月に竣工。10月29日に落成式および開館記念式を挙行し、11月1日に一般公開を開始した。落成式および開館記念式には、G・A・エッセルの孫にあたるジョージ・A・エッシャー夫妻、駐日オランダ大使夫妻、中川平太夫福井県知事、高見順の妻などが列席している。初代館長は福井県立三国高等学校で教頭を務めた林三郎。
リニューアル改修工事に伴い、2020年（令和2年）11月1日より長期休館に入ることとなった。2023年（令和5年）4月1日をもって坂井市龍翔博物館と改称し、同年6月3日にリニューアルオープンすることが発表された。

## 特色
建物は近代の木造西洋館を思わせる設計である。緑ヶ丘の高台に位置しており、本館4階の展望室からは、三国湊や三国市街地、白山を一望できる。
館内では北前船の大型模型や三国祭で使われた山車、武者人形、龍翔小学校とエッセルに関する資料等を展示し、三国と三国湊の歴史文化を紹介する。
三国港一帯はみなとオアシスに登録されており、当館は「みなとオアシス三国湊」の構成施設の一つでもある。

## フロア構成
トップ 常設展
常設展
◉1階展示室◉
日本・越前をつなぐ水運の「ターミナル」
「海の道」「川の道」
館のモデルの洋風建築
明治の龍翔小学校
みあげてごらん 昔の山や車まを
三国祭のあゆみ
◉2階展示室◉
始まる人びとのくらし
坂井のなりたち
掘りだせ 古墳のナゾ
古代越前の大豪族
鹿伝説からパイプラインへ
平野をうるおす大用水
時代をめぐる歴史スポット
天下統一から丸岡藩誕生
広がるなりわい にぎわうくらし
繁栄する三国湊
匠たくみが生みだした技と美
三国に華ひらいた工芸
庫くらのなかには何がある？
みえる収蔵庫
◉3階展示室◉
織りなせ トップシェアへ
坂井に息づく織物業
名句・名作のふるさとへ
坂井の文学めぐり
きて みて ふるさと百景
坂井の四季おりおり
◉4階展望室・展望バルコニー◉

## 利用情報
- 開館時間 - 9:00から17:00（入館は16:30まで）
- 休館日 - 水曜（祝日の場合は翌日）、年末年始

## 建築概要
- 設計 - 株式会社品川建築事務所・株式会社神谷建築事務所
- 施工 - 戸田建設・村中建設共同企業体
- 竣工 - 1981年（昭和56年）
- 構造 - 鉄骨鉄筋コンクリート造
- 規模 - 本館：地下1階、地上3階、塔屋2階、最高部38.2メートル 、別館：平屋建
- 敷地面積 - 8805.09m2
- 建築面積 - 1294.00m2
- 延床面積 - 3956.38m2
- 所在地 - 〒913-0048 福井県坂井市三国町緑ヶ丘4-2-1

## 交通アクセス
- えちぜん鉄道三国芦原線 三国駅 徒歩15分
- 北陸新幹線・ハピラインふくい線 芦原温泉駅から京福バス85・97系統（東尋坊線）「龍翔博物館前」行、または91系統（金津・本荘線）「三国駅」行に乗車、「龍翔博物館前」下車、徒歩1分

## 周辺
- 成田山福井別院九頭竜寺（北陸成田山） - 真言宗智山派の寺院。1958年創建。
- 瀧谷寺 - 真言宗智山派の寺院。国宝「金銅宝相華文磬」などを有する。
- 三国オーシャンリゾート&ホテル - 1984年に開業した「三国観光ホテル」を2023年継承。
- ONO MEMORIAL - 2005年に開館した美術館。愛称は「ブルーケーキ」。画家である小野忠弘の記念館。
- みくに文化未来館 - 1993年に開館した複合文化施設（図書館と公共ホール）。
- 福井県立三国高等学校
- 坂井市立三国北小学校